# New York City Marathon 2004
De New York City Marathon 2004 werd gelopen op zondag 7 november 2004. Het was de 35e editie van de New York City Marathon. De Zuid-Afrikaan Hendrick Ramaala kwam als eerste over de streep in 2:09.28. De Engelse Paula Radcliffe won bij de vrouwen in 2:23.10.
In totaal finishten 36562 marathonlopers de wedstrijd, waarvan 24574 mannen en 11988 vrouwen.

## Resultaten

### Mannen
| rang   | naam                   | land | tijd    |
| ------ | ---------------------- | ---- | ------- |
| Goud   | Hendrick Ramaala       | RSA  | 2:09.28 |
| Zilver | Meb Keflezighi         | USA  | 2:09.53 |
| Brons  | Timothy Cherigat       | KEN  | 2:10.00 |
| 4      | Patrick Tambwé         | COD  | 2:10.11 |
| 5      | Benson Cherono         | KEN  | 2:11.23 |
| 6      | Christopher Cheboiboch | KEN  | 2:12.34 |
| 7      | John Kagwe             | KEN  | 2:12.35 |
| 8      | Paul Kiprop Kirui      | KEN  | 2:14.04 |
| 9      | Ryan Shay              | USA  | 2:14.08 |
| 10     | Ottavio Andriani       | ITA  | 2:14.51 |
| 11     | El Arbi Khattabi       | MAR  | 2:15.22 |
| 12     | Andrew Letherby        | AUS  | 2:15.48 |
| 13     | Vasily Matviychuk      | UKR  | 2:16.12 |
| 14     | Abdihakim Abdiraham    | USA  | 2:17.09 |
| 15     | John Yuda              | TAN  | 2:18.04 |
| 16     | Matt Downing           | USA  | 2:18.50 |
| 17     | Angelo Carosi          | ITA  | 2:19.53 |
| 18     | Kitter Enos Kibet      | KEN  | 2:20.24 |
| 19     | Kassahun Kabiso        | ETH  | 2:22.21 |
| 20     | Dan Browne             | USA  | 2:23.27 |
| 21     | Philippe Remond        | FRA  | 2:23.32 |
| 22     | Greg van Hest          | NED  | 2:24.22 |
| 23     | Elly Rono              | KEN  | 2:24.38 |
| 24     | Christopher Zieman     | USA  | 2:24.57 |
| 25     | Alexander Belavin      | RUS  | 2:25.00 |

### Vrouwen
| rang   | naam              | land | tijd    |
| ------ | ----------------- | ---- | ------- |
| Goud   | Paula Radcliffe   | GBR  | 2:23.10 |
| Zilver | Susan Chepkemei   | KEN  | 2:23.13 |
| Brons  | Lyubov Denisova   | RUS  | 2:25.18 |
| 4      | Margaret Okayo    | KEN  | 2:26.31 |
| 5      | Jeļena Prokopčuka | LAT  | 2:26.51 |
| 6      | Luminita Zaituc   | GER  | 2:28.15 |
| 7      | Lornah Kiplagat   | KEN  | 2:28.21 |
| 8      | Larisa Zousko     | RUS  | 2:29.32 |
| 9      | Madaí Pérez       | MEX  | 2:29.57 |
| 10     | Kerryn McCann     | AUS  | 2:32.06 |
| 11     | Tegla Loroupe     | KEN  | 2:33.11 |
| 12     | Lidia Grigorjeva  | RUS  | 2:34.39 |
| 13     | Asha Gigi         | ETH  | 2:36.31 |
| 14     | Benita Johnson    | AUS  | 2:38.03 |

1970 ·
1971 ·
1972 ·
1973 ·
1974 ·
1975 ·
1976 ·
1977 ·
1978 ·
1979 ·
1980 ·
1981 ·
1982 ·
1983 ·
1984 ·
1985 ·
1986 ·
1987 ·
1988 ·
1989 ·
1990 ·
1991 ·
1992 ·
1993 ·
1994 ·
1995 ·
1996 ·
1997 ·
1998 ·
1999 ·
2000 ·
2001 ·
2002 ·
2003 ·
2004 ·
2005 ·
2006 ·
2007 ·
2008 ·
2009 ·
2010 ·
2011 ·
2012 · 
2013 ·
2014 ·
2015 ·
2016 ·
2017 ·
2018 ·
2019 ·
2020 · 
2021 ·
2022 ·
2023 ·
2024